# فریدریش ویلهلم مارپورگ
فریدریش ویلهلم مارپورگ (به آلمانی: Friedrich Wilhelm Marpurg؛ ۲۱ نوامبر ۱۷۱۸ – ۲۲ مه ۱۷۹۵) موسیقیدان، نظریه پرداز، تاریخدان و منتقد موسیقی آلمانی بود. او یکی از افراد تاثیرگذار در عصر روشنگری به شمار میرود.

## زندگی
در مورد سال های اولیه زندگی مارپورگ (تا زمان سکونتش در برلین از سال ۱۷۴۹ به بعد) اطلاعات کمی در دست است. او در ۲۱ نوامبر ۱۷۱۸ در زیهوف (اسم فعلی: نوی گلدبک [Neu-Goldbeck]) در وندمارک [Wendemark]، که در منتهی‌الیه شمال شرقی ایالت فعلی زاکسن-آنهالت قرار دارد، متولد شد و دو روز بعد، در ۲۳ نوامبر غسل تعمید داده شد.
پدرش، که او هم فریدریش ویلهلم نام داشت (۱۶۸۸-۱۷۳۱) در سال ۱۷۱۵ همسر اولش را از دست داد و در ۱۷۱۶ با همسر دومش ماریا ماگدالنا هوپه [Maria Magdalena Hupe]، مادر مارپورگ، ازدواج کرد.
مارپورگ در ۸ مه ۱۷۳۸ تحصیل در رشته حقوق را در دانشگاه ینا آغاز کرد. اندکی بیش از یکسال بعد، در ۷ ژوئیه ۱۷۳۹، او به دانشگاه هاله منتقل شد، جایی که دوست دوران دبیرستانش، یوهان یواخیم وینکلمان در حال تحصیل بود.
در ۱۷۳۷، مارپورگ ۱۸ ساله در ۲ نامه جداگانه به منتقد ادبی مشهور آن زمان یوهان کریستف گتشد برای چاپ مجموعه شعر خود درخواست کمک کرد، ولی به نظر میرسد که پاسخی دریافت نکرده باشد.
گویا مارپورگ بالاخره در سال ۱۷۴۰ موفق به چاپ آثار شعر خود شد (هیچ اثری از این کتاب باقی نمانده است)، ولی در نهایت، مارپورگ شعر را برای همیشه کنار گذاشت تا فعالیت های خود را معطوف به موسیقی کند.

## فعالیت ها
پس از بازگشت به پروس و سکونت در برلین در ۱۷۴۹، مارپورگ دست به نوشتن و چاپ کردن آثار مختلفی در زمینه تئوری و تاریخ موسیقی زد. اولین اثر او، منتقد موسیقی روی شپری (به آلمانی: Der critische Musicus an der Spree)، اولین نشریه ادواری موسیقی در برلین به شمار میرود.
پس از اتمام جنگ هفت ساله و محدود شدن منابع مالی در برلین، مارپورگ توسط فریدریش دوم به سمت گرداننده بخت آزمایی سلطنتی پروس (به آلمانی: die preußische Staatslotterie) منصوب شد و به همین دلیل فعالیت های موسیقی اش تا آخر عمر محدود شدند.

## آثار و نوشته ها
- Der critische Musicus an der Spree, 1750.
- Gedanken über die welschen Tonkünstler, 1751.
- Die Kunst das Clavier zu spielen, 1750, 4te. erw. Ausg. 1762.
- Abhandlung von der Fuge, 1753.
- Historisch-kritische Beyträge zur Aufnahme der Musik, Vol. 1, 2, 3, 4, 5. 1754–1778.
- Anleitung zum Clavierspielen, 1755.
- Anfangsgründe der theoretischen Musik, 1757/60.
- Systematische Einleitung in die Musicalische Setzkunst, 1757.
- Handbuch bey dem Generalbasse und der Composition, Vol. 1, 2, 3, Ahnang. 1755–1762.
- Anleitung zur Singcomposition, 1758/59.
- Kritische Einleitung in die Geschichte und Lehrsätze der alten und neuen Musik, 1759.
- Kritische Briefe über die Tonkunst, Vol. 1, 2, 3. 1759–1763.
- Clavierstücke mit einem practischen Unterricht für Anfänger und Geübtere, Vol. 1, 2, 3. 1762.
- Anleitung zur Musik überhaupt, und zur Singkunst besonders, 1763.
- Die Kunst sein Glück spielend zu machen., 1765.
- Anfangsgründe des Progreßionalcalculs überhaupt. 1774.
- Versuch über die musikalische Temperatur, nebst einem Anhang über den Rameau- und Kirnbergerschen Grundbaß. 1776.
- Legende einiger Musikheiligen, 1786.
- Neue Methode allerley Arten von Temperaturen dem Claviere aufs bequemste mitzuteilen, 1790.